# Florentin (Tel Awiw)
Florentin (hebr. ‏פלורנטין‎) – dzielnica w południowej części Tel Awiwu.

## Geografia
Dzielnica Florentin położona jest w południowej części miasta Tel Awiw-Jafa. Graniczy od południa z dzielnicą Giwat Herzl, od wschody z Szapirą, od wschodu z Newe Sza’anan, od zachodu z Jafą, a od północy z centralną częścią Tel Awiwu.

## Etymologia
Nazwa dzielnicy wywodzi się od nazwiska greckiego Żyda, Solomona Florentina (hebr. ‏שלמה פלורנטין‎), który kupił ten teren w 1927 roku.

## Gospodarka
Obecnie dzielnica jest połączeniem strefy przemysłowej, dzielnicy odzieżowej, targowiska i punktu zbornego dla zagranicznych pracowników szukających pracy. Kampania odnowy miejskiej sponsorowana przez władze miejskie Tel Awiwu w latach 90. XX w. doprowadziła do ożywienia tego obszaru, który stał się popularnym miejscem wydarzeń wieczornych i nocnych.

## Kultura
Florentin ma obecnie liczne warsztaty artystyczne, kawiarnie, restauracje, targi i wycieczki graffiti. Sztuka uliczna ma w Florentin często silny przekaz polityczny, a konflikty między rywalizującymi grupami politycznymi miały również miejsce poprzez bitwy na graffiti na murach dzielnicy. Tamtejsze graffiti występuje przeważnie w formie tekstowej, zawiera cytaty hebrajskich poetów, fragmenty religijne i dialogi pomiędzy różnymi artystami graffiti. Mieszkańcy obawiali się, że wraz z wzrostem popularności dzielnicy, spadną standardy tamtejszych graffiti.

## Demografia
Oprócz migrantów pochodzenia żydowskiego i rdzennej ludności arabskiej, od lat 90. XX w. osiedlali się tam imigranci nieżydowscy, zwiększając odsetek obcokrajowców do 50% na początku XXI wieku.

## Znani mieszkańcy
- Sigalit Landau, izraelska artystka
- Chaim Topol, izraelski aktor teatralny i filmowy